# Karin Moroder
Karin Moroder (née le 30 novembre 1974 à Bolzano) est une fondeuse italienne. 

## Carrière
Elle débute en Coupe du monde en décembre 1994. Elle obtient son premier et unique podium individuel quatre ans plus tard lors du sprint libre d'Engelberg. Quelques mois auparavant, aux Jeux olympiques de Nagano, elle remporte la médaille de bronze avec le relais italien composé aussi de Gabriella Paruzzi, Manuela Di Centa, Stefania Belmondo. Elle met fin à sa carrière sportive en 2010.

## Palmarès

### Jeux olympiques d'hiver
| Épreuve / Édition | Nagano 1998                      | Salt Lake City 2002              | Vancouver 2010                   |
| 15 km classique   | 30e                              | Épreuve inexistante à cette date | Épreuve inexistante à cette date |
| 30 km             | Abandon                          | -                                | -                                |
| Sprint libre      | Épreuve inexistante à cette date | 26e                              | Épreuve inexistante à cette date |
| Sprint classique  | Épreuve inexistante à cette date | Épreuve inexistante à cette date | 39e                              |
| Relais 4 × 5 km   | Bronze                           | -                                | -                                |

### Coupe du monde
- Meilleur classement général : 28e en 2001.
- 1 podium individuel : 1 troisième place.
- 2 podiums par équipes : 2 troisièmes places.